# Enric Capó i Puig
Enric Capó i Puig (Maó, 12 de Març de 1930 - Barcelona, 9 de Març de 2012) va ser un pastor protestant, líder de l'Església Evangèlica.
Pastor metodista, va fer estudis al Seminario Teológico Unido (Madrid), i al Handsworth de Birmingham, UK. Va donar classes de grec i de Nou Testament al Centre Evangèlic d'Estudis Teològics. Va dirigir la revista Carta Circular i Cristianismo protestante. Va exercir com a Pastor de diferents esglésies evangèliques de Barcelona. Va ser el fundador de l'Associació de Ministres de l'Evangeli de Catalunya.
Va ser el primer president del Consell de les Esglésies Evangèliques de Catalunya, actualment conegut com Consell Evangèlic de Catalunya. Va morir a Barcelona el 9 de Març 2012. El funeral es va celebrar al Tanatori de Les Corts, dos dies després.

## Obra
- Per què i per a què sóc cristià i altres articles (2014). Fundación Federico Fliedner. 978-84-95834-42-3